# Faculté des sciences de l'éducation et du sport de Pontevedra
Pour un article plus général, voir Campus de Pontevedra.
La Faculté des sciences de l'éducation et du sport de Pontevedra est une faculté espagnole fondée en 1999 à Pontevedra et basée sur le campus A Xunqueira.

## Histoire
L'actuelle faculté des sciences de l'éducation est née de l'école normale de Pontevedra (masculine), créée en 1845. Son premier emplacement était l'ancien Collège de la Compagnie de Jésus. En 1860, l'École normale supérieure féminine de Pontevedra a été créée. Il s'agissait de la première école pour enseignantes en Galice et elle était également située dans l'ancien Collège des Jésuites. Plus tard, de 1881 à 1930, elle a été installée dans le pazo García Flórez. L'école masculine s'est ensuite installée dans le pazo de Mugartegui. En 1896, sur la Gran Vía de Montero Ríos, commença la construction du grand bâtiment éclectique conçu par l'architecte Arturo Calvo Tomelén pour l'École des arts et métiers, qui fut inaugurée en 1901 et abrita par la suite l'École normale mixte de Pontevedra.
L'école a été installée dans le bâtiment de la Gran Vía de Montero Ríos et est resté une école normale jusqu'à ce que la loi espagnole sur l'éducation générale de 1970 stipule que les écoles normales seraient intégrées aux universités en tant qu'écoles normales universitaires pour la formation générale de base (EGB). En 1972, l'école normale de Pontevedra a été intégrée à l'université de Saint-Jacques-de-Compostelle par le décret 1381/1972, du 25 mai, dans son article 2, et a pris le nom d'école normale universitaire de formation générale de base de Pontevedra. Ainsi, l'établissement d'enseignement moderne trouve son origine dans l'École universitaire d'enseignement général de base de Pontevedra, qui a été intégrée à l'Université de Saint-Jacques-de-Compostelle et qui était située sur la rive sud du fleuve Lérez, sur l'Avenue de Buenos Aires.
Au cours de l'année universitaire 1993-1994, les spécialités d'éducation physique, d'éducation musicale, d'éducation primaire et d'éducation préscolaire ont commencé à être enseignées à l'école de Pontevedra, autorisée par le décret 26/1993, du 11 février, du ministère régional de l'éducation, dans son article 2, conformément au décret royal 1440/1991, du 30 août, qui a établi le diplôme universitaire officiel de professeur des écoles, dans ses différentes spécialités.

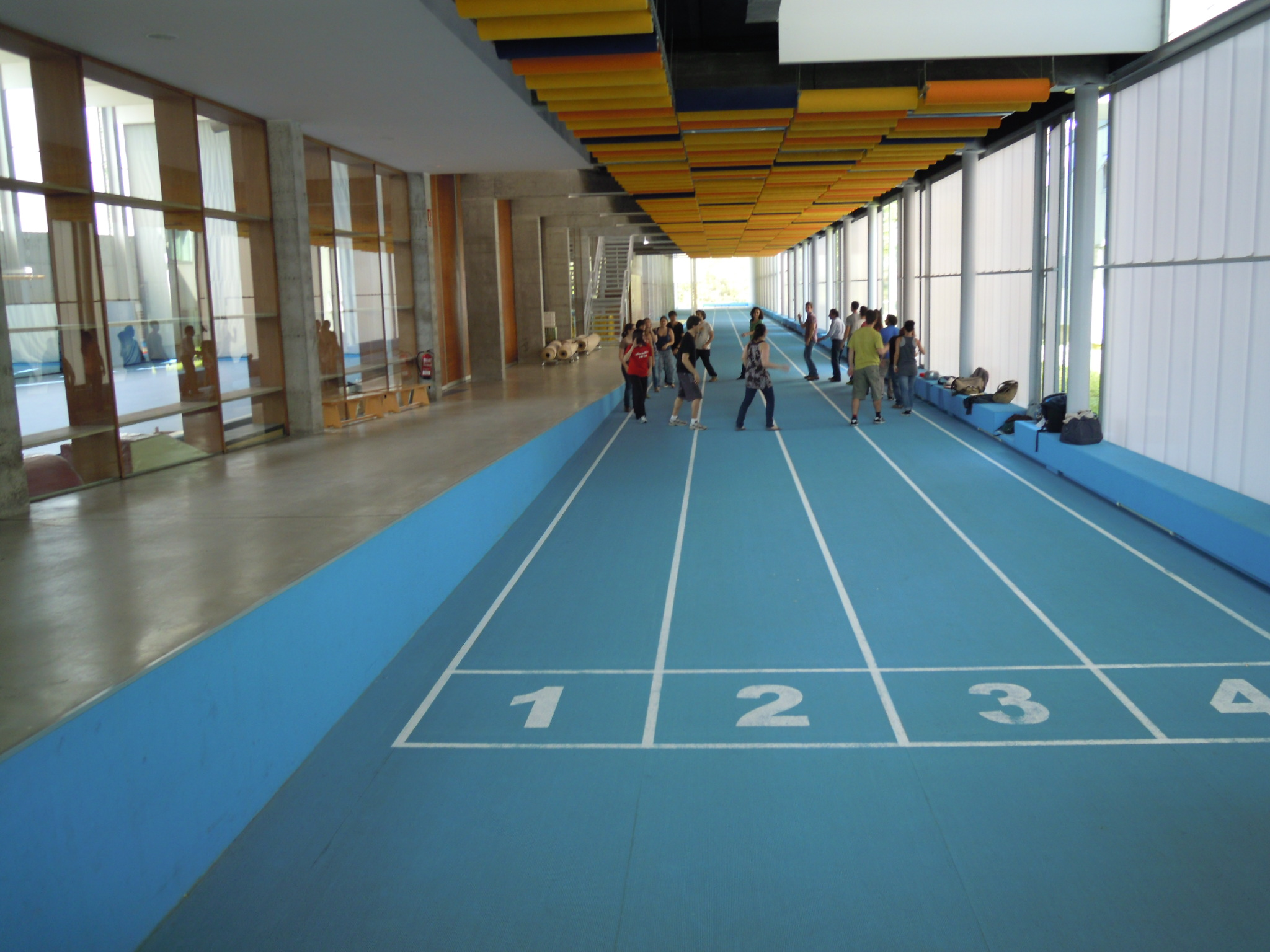
Piste d'athlétisme.

En 1998, le processus de transformation de l'école en faculté a commencé. À l'époque, 1 400 personnes étaient inscrites comme étudiants et le corps enseignant comptait 90 personnes. En 1999, par le décret 250/1999, du 9 septembre, à l'article 3, la Faculté des sciences de l'éducation a été créée par transformation de l'École universitaire de formation des enseignants de l'EGB et l'autorisation a été accordée pour la mise en œuvre dans la faculté des études menant au diplôme de licence en sciences de l'activité physique et du sport et elle a également été autorisée à abriter les études menant aux diplômes d'enseignant dans les spécialités de l'éducation préscolaire, de l'éducation primaire, de l'éducation musicale et de l'éducation physique.
En 2006, par le décret 28/2006 du 9 février, la faculté a été rebaptisée Faculté des sciences de l'éducation et du sport.
La conception du bâtiment actuel de la faculté qui a ouvert ses portes sur le campus A Xunqueira en octobre 2006, conçu par les architectes Jesús Irisarri Castro et Guadalupe Piñera, a remporté le prix SICE en 2008, décerné par le Conseil Supérieur des Associations d'Architectes d'Espagne.

## Formations
La faculté de sciences de l'éducation et du sport de Pontevedra propose des formations en Licence, Master et Doctorat dans les domaines du sport et de la pédagogie.
- Licence en sciences de l'activité physique et du sport (formation en 4 ans)[11],
- Licence en éducation primaire (formation en 4 ans)[11],
- Licence en éducation préscolaire (formation en 4 ans)[11]

Comme études validant le deuxième cycle de l'enseignement supérieur, la faculté propose les masters suivants,:

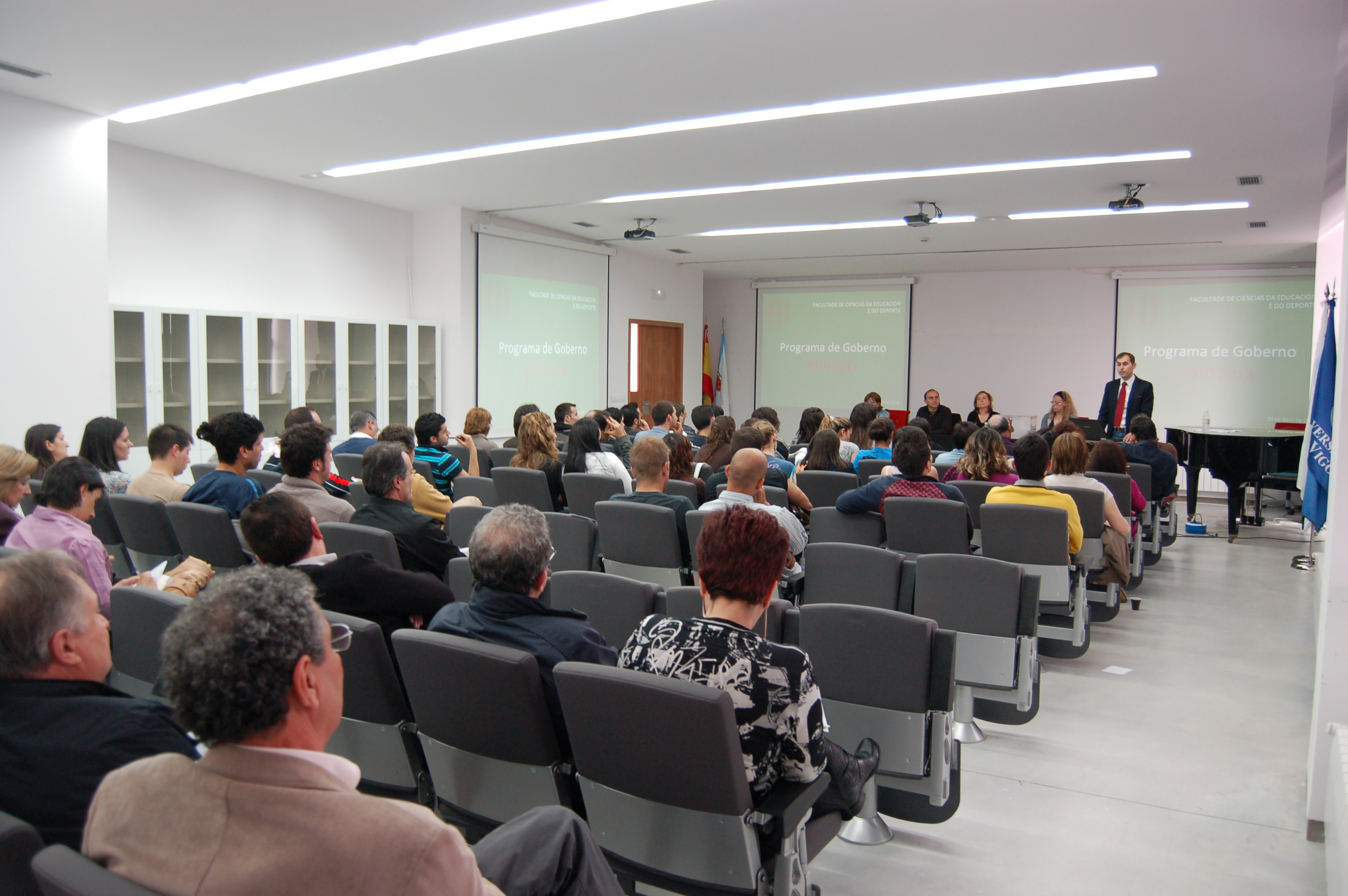
Salle de conférences.

- Master interuniversitaire en recherche sur l'activité physique, le sport et la santé, en collaboration avec l'université de La Corogne.
- Master interuniversitaire en gestion intégrée de projets (DIP).
- Master en besoins éducatifs spécifiques (MUNAE).
- Master en enseignement secondaire obligatoire, baccalauréat, formation professionnelle et enseignement des langues. Spécialités : Sciences expérimentales. Éducation physique
- Master en recherche et innovation en didactique spécifique de l'éducation préscolaire et primaire.

La faculté propose également trois doctorats:
- Doctorat en Éducation, sport et santé,
- Doctorat en sciences du sport, éducation physique et activité physique saine,
- Doctorat en équité et l'innovation dans l'éducation.

## Culture
Le mois d'avril est la fête de Saint Isidore de Séville, patron de la faculté. La faculté publie la Revue de recherche en éducation (Revista de Investigación en Educación).

## Galerie

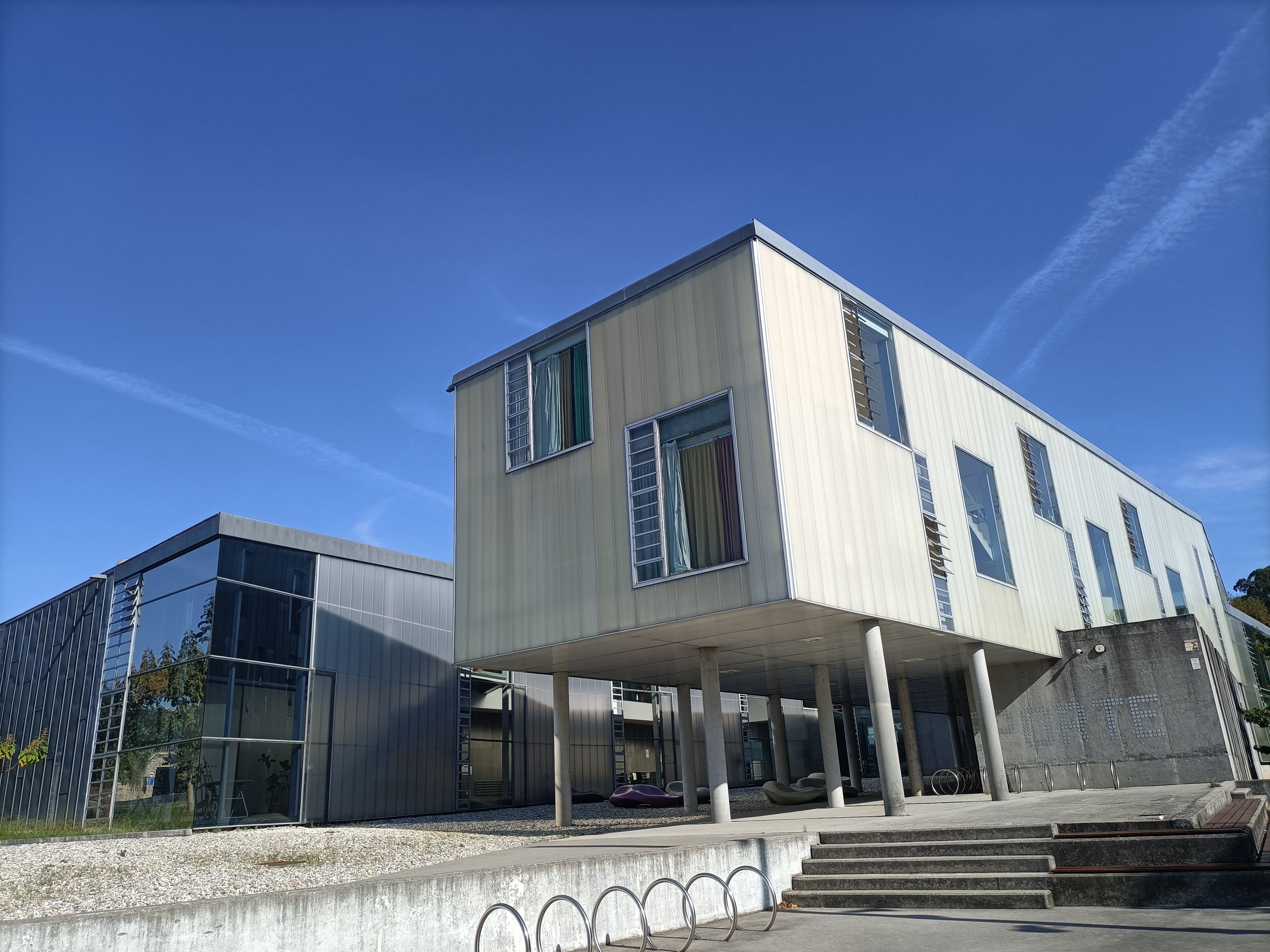
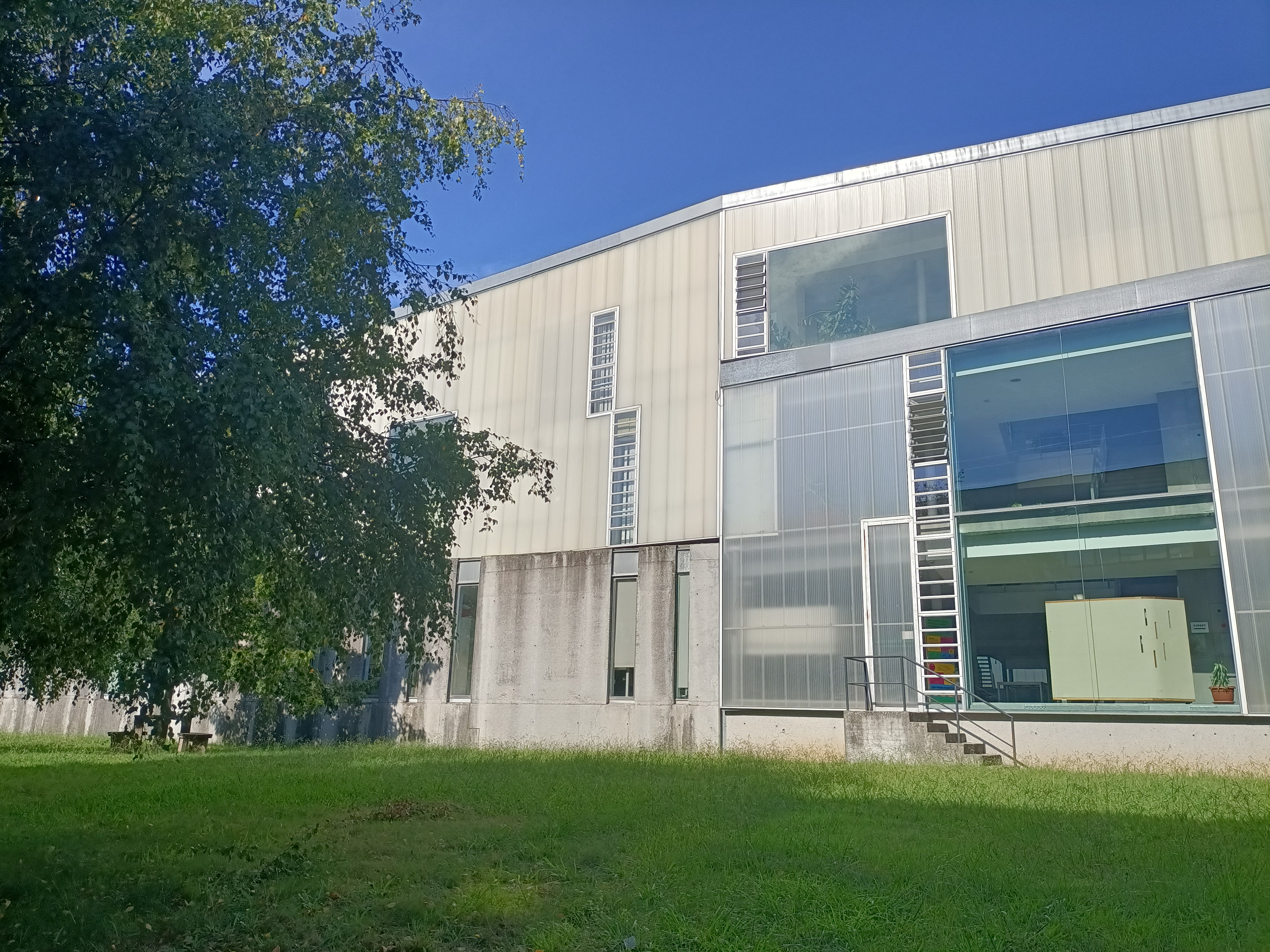
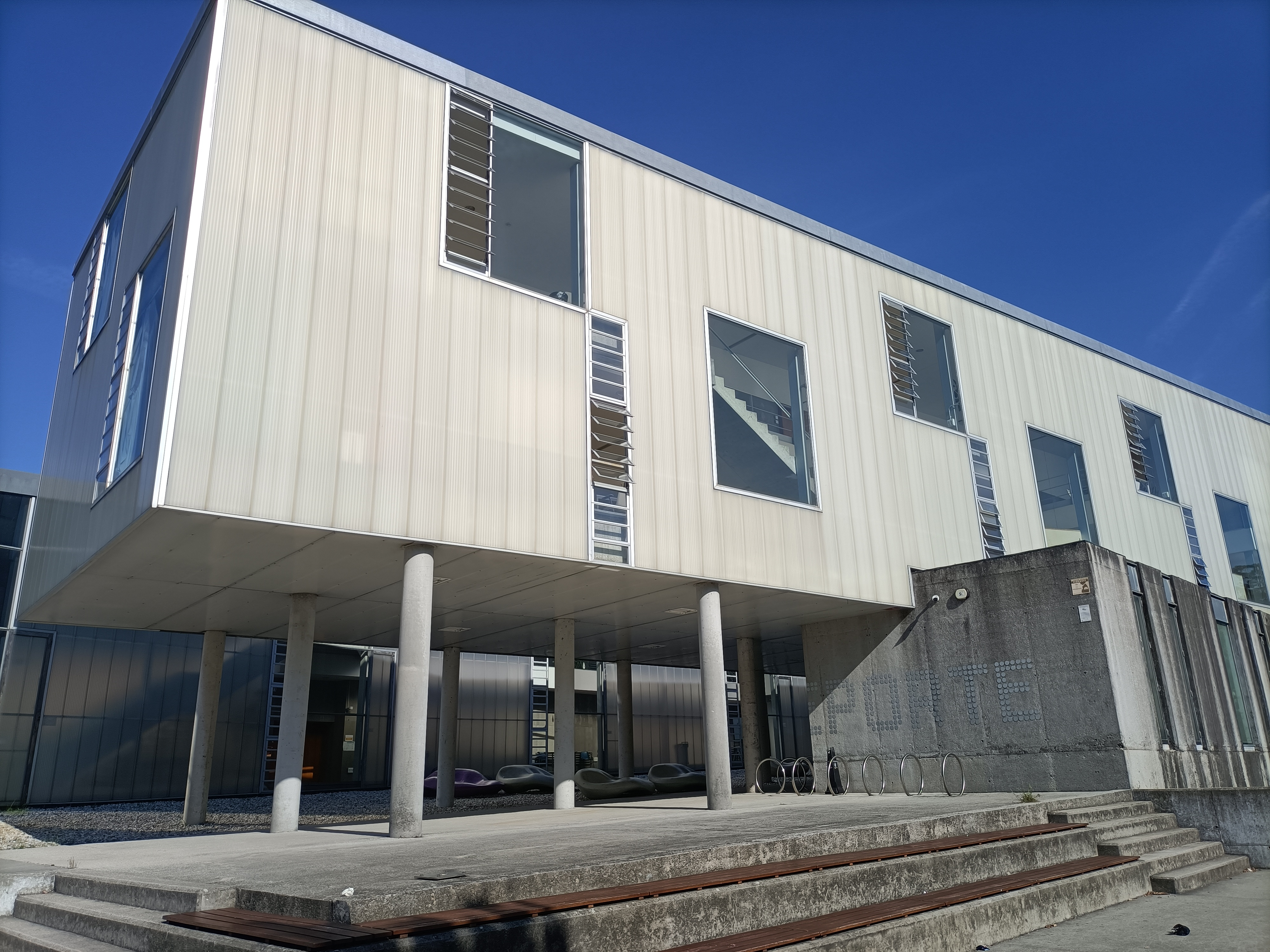
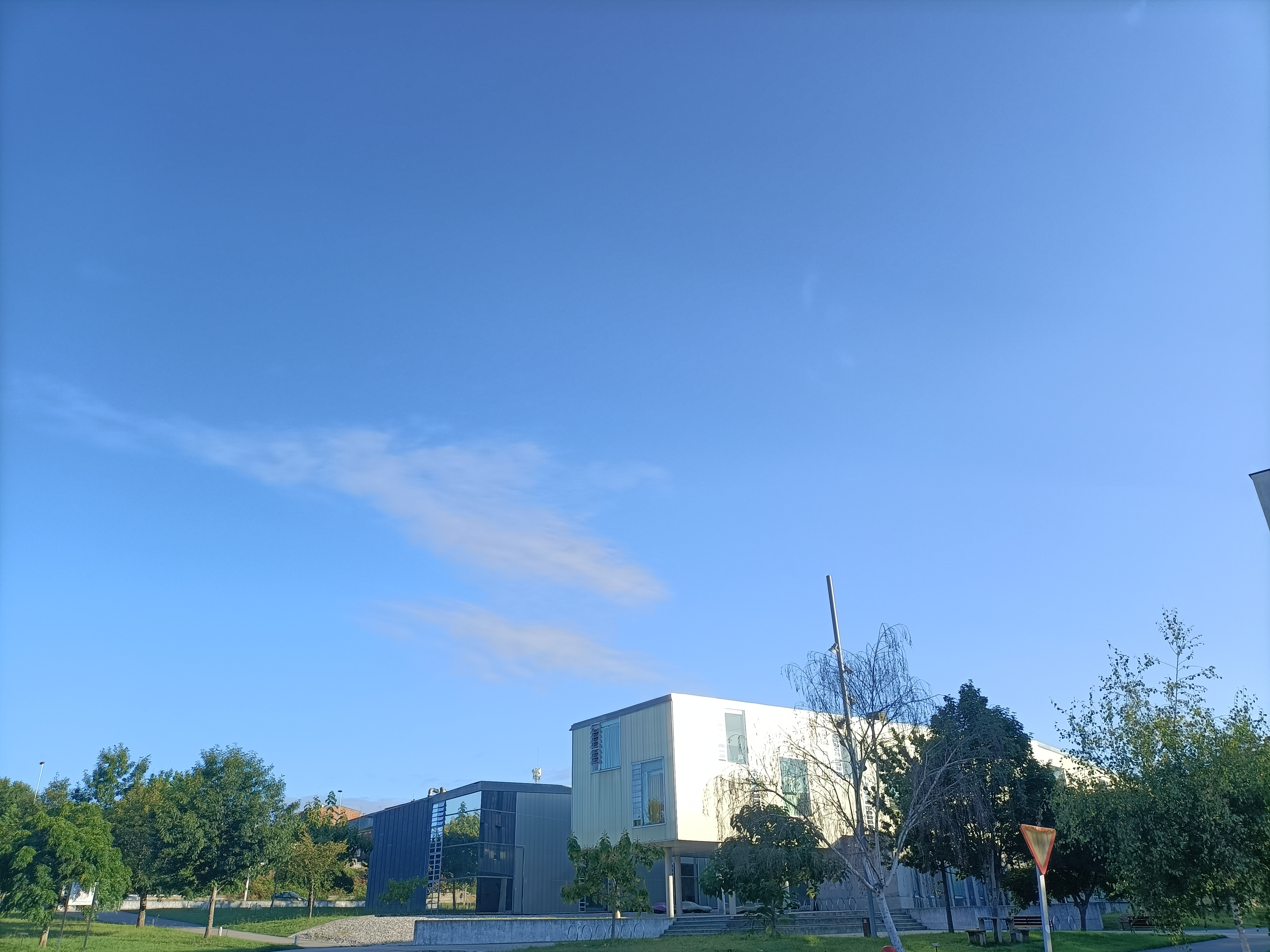
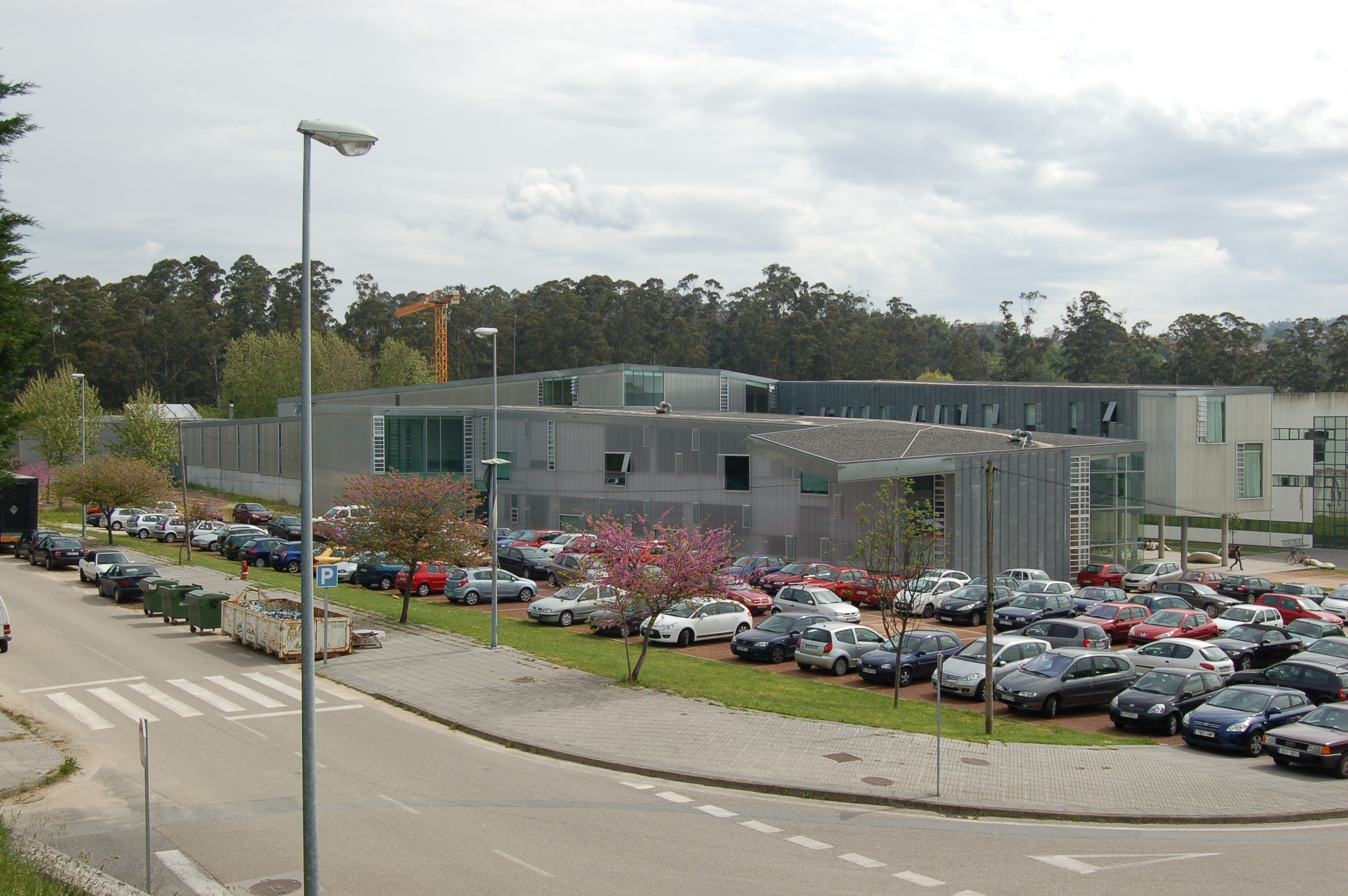
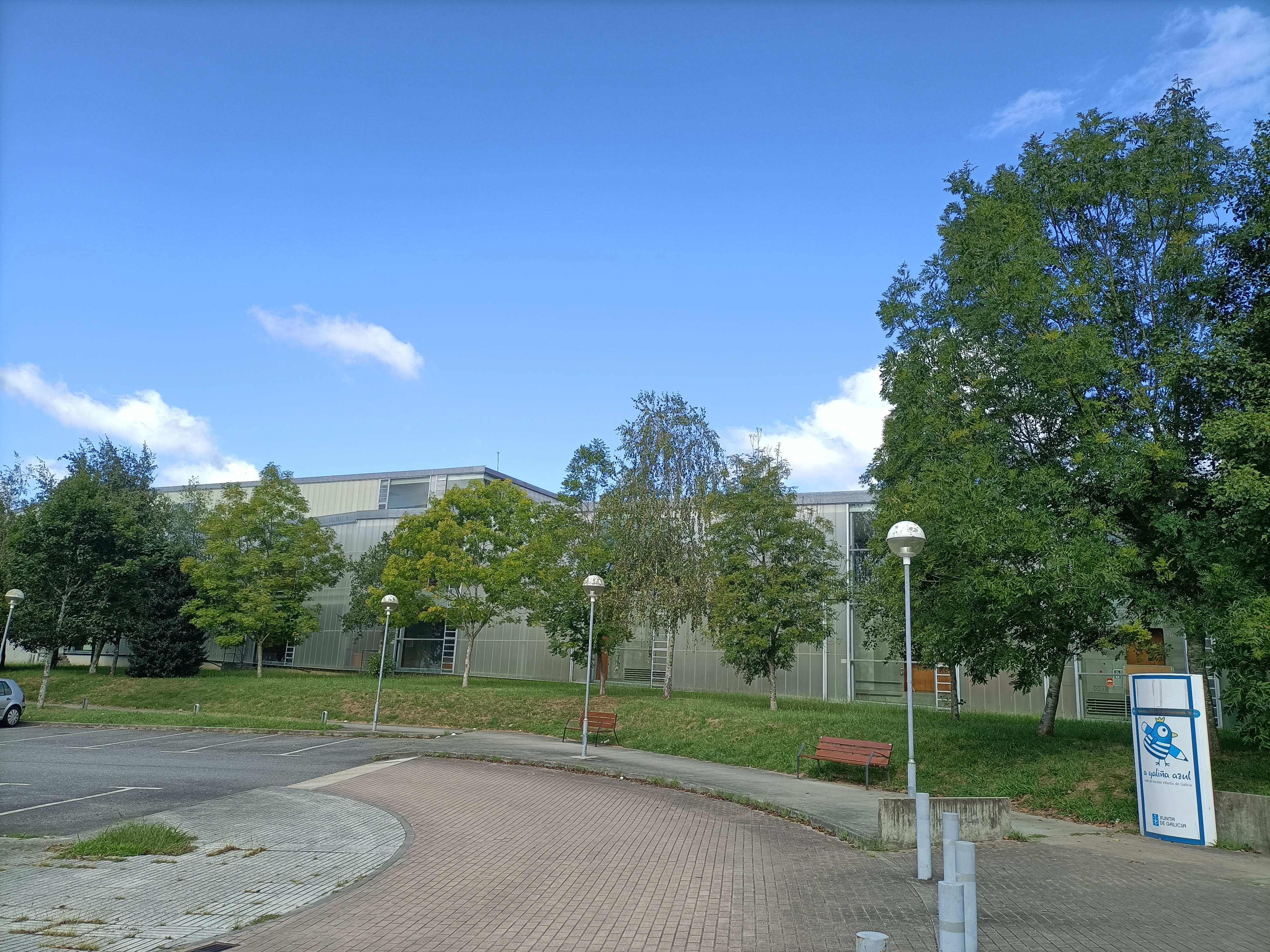
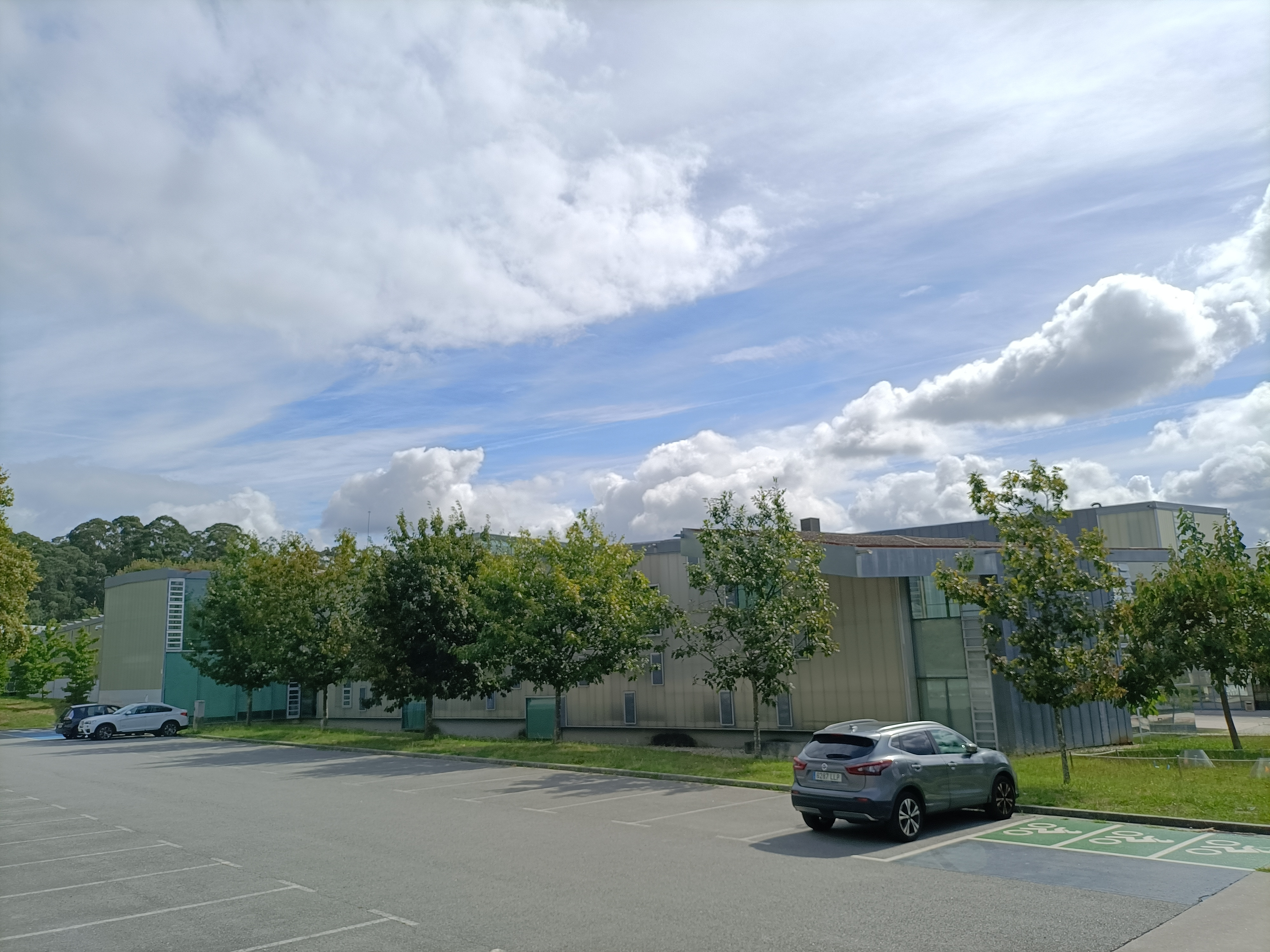